# Tmesisternus arfakianus
Tmesisternus arfakianus là một loài bọ cánh cứng trong họ Cerambycidae.